# Mamute
O mamute é um animal extinto que pertenceu ao gênero Mammuthus e à família Elephantidae (o mesmo que contém os elefantes atuais) incluída nos proboscídeos. Tal como os elefantes atuais, com quem compartilhavam um antepassado comum, estes animais apresentavam tromba e presas de marfim encurvadas, que podiam atingir cinco metros de comprimento, mas tinham o corpo coberto de pelo. Estes animais extinguiram-se há apenas 5.600 anos e foram muito comuns no Paleolítico, onde foram uma fonte importante de alimentação do homem da Pré-história.
Os mamutes viviam na África, Europa, Norte da Ásia e América do Norte em climas temperados e frios. Já foram, no entanto, encontrados vestígios destes animais na América do Sul, como por exemplo, marcas de dentes. Estes animais extinguiram-se provavelmente devido às alterações climáticas do fim da Idade do Gelo. Descobertas mostram também que o ser humano teve papel fundamental sobre a extinção dos mamutes. A descoberta mostra que o ser humano da Idade da Pedra caçava mamutes para obtenção de comida e vestimentas e que usava seus ossos e couro para fabricação de casas.

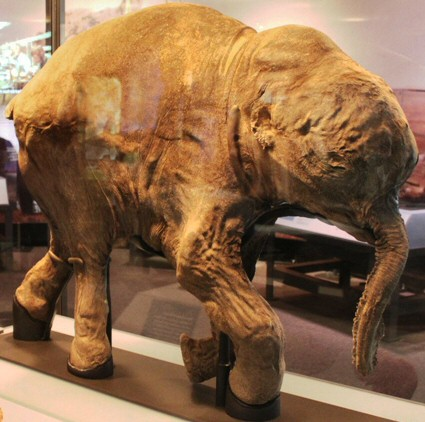
Lyuba, um exemplar mumificado de Mamute-lanoso

Na Sibéria, descobriram-se restos congelados de mamutes em excelente estado de conservação, como tutanos, peles com pelo e até sangue em estado líquido. Esta descoberta permitiu se fazer estudos genéticos e averiguar que este gênero é mais próximo do elefante asiático (Elephas) que do africano (Loxodonta). Atualmente especula-se sobre a possibilidade de clonar o DNA destes fósseis e fazer reviver a espécie (especialmente o mamute lanoso). A intenção é inserir estes animais clonados numa reserva natural, chamada Parque Pleistoceno, na Rússia, na região siberiana, porém não só o mamute será revivido, como também, outras espécies de animais que agora estão extintas e tinham vivido nesse mesmo local, tendo estas a chance de serem revividas.
O Mamute se dividia em 15 espécies confirmadas até então, são elas:

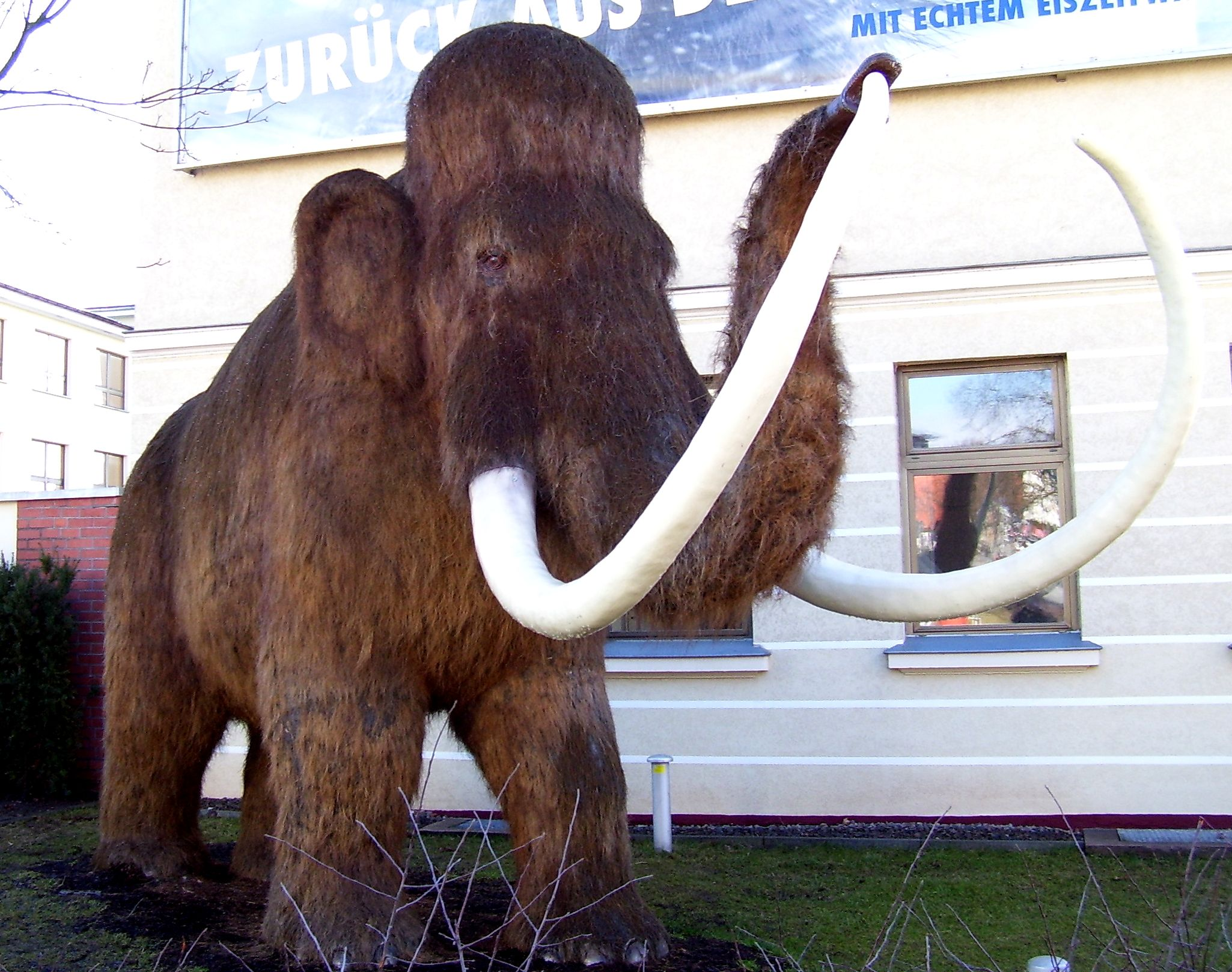
Modelo de um mamute em Nordhausen (Alemanha).

- Mammuthus meridionalis - Mamute-ancestral
- Mammuthus trogontherii - Mamute-da-estepe
- Mammuthus columbi - Mamute-columbiano
- Mammuthus primigenius - Mamute-lanoso
- Mammuthus exilis - Mamute-pigmeu
- Mammuthus imperator - Mamute-imperial
- Mammuthus lamarmorae - Mamute-anão-da-Sardenha
- Mammuthus africanavus - Mamute-africano
- Mammuthus jeffersonii - Mamute-de-Jefferson
- Mammuthus subplanifrons - Mamute-sul-africano
- Mammuthus creticus - Mamute-da-creta
- Mammuthus sungari - Mamute-do-rio-Songhua
- Mammuthus rumanus - Mamute-romeno
- Mammuthus sp. - Mamute-anão-das-ilhas-Ryukyu

O Mamute-Anão, também conhecido como Mamute-da-Ilha-Wrangel na Rússia e Mamute-da-Ilha-São-Paulo no Alasca (Mammuthus primigenius vrangeliensis) não era uma espécie, era na verdade uma subespécie do mamute-lanoso que sofreu nanismo insular, sendo a medida de sua altura entre 1,80 a 2,30 metros. Nessas ilhas, esses mamutes pequenos viveram bem mais do que a versão normal, do continente, que foi extinta há 10.000 anos. A variedade do Alasca viveu até há 3750 anos, enquanto que os da Ilha Wrangel estima-se terem vivido até há 1700 anos, com a sua extinção se devendo a interação humana.
O mamute-anão-do-japão (Mammuthus protomammonteus) foi uma versão menor da espécie continental mamute-da-estepe, e alguns paleontólogos a declaram como uma espécie inválida assim sendo um sinônimo do mamute-da-estepe, mas muitos outros paleontólogos discordam disso por ter evidências que o mamute-anão-do-japão foi uma espécie separada.
Ao contrário do que muitas pessoas pensam, os mastodontes eram parentes um pouco distantes do mamute. Pode-se dizer que os mamutes eram elefantes (por serem membros da família Elephantidae) mas o mesmo não se pode dizer dos mastodontes, pertencentes a outra família dentro dos proboscídeos, a Mammutidae.

## Tamanho
Os mamutes eram animais gigantes: um exemplo é o mamute do rio Songhua, que podia alcançar entre 4,70 até 5,00 metros de altura e pesar entre 15 e 20 toneladas, tendo sido a maior espécie de mamute, e o maior mamífero terrestre ao lado do indricotherium. Esse tamanho todo tinha o objetivo de proteger o animal: os mamutes continentais adultos saudáveis não tinham um predador a altura por causa de sua força e tamanho, só quando estavam doentes, velhos, machucados ou presos em algum lugar, como atolados na neve, esses animais ficavam vulneráveis. Fora isso, só filhotes sem a proteção da manada se tornavam presas fáceis.
Mas nem todos os mamutes eram grandes: mamutes que viviam em ilhas eram bem menores, como por exemplo as quatro espécies pigméias descobertas até hoje, Mamute-Pigmeu ou Mamute-das-Ilhas-do-Canal  (Mammuthus exilis) que tinha apenas 1,72 de altura e 760 kg, Mamute-Anão-da-Sardenha (Mammuthus lamarmorae) que tinha 1,50 de altura e 800 kg, a menor de todas o Mamute-de-Creta (Mammuthus creticus) que tinha apenas 1,10 de altura e 310 kg, e uma espécie pouco conhecida o Mamute-Anão-das-ilhas-Ryukyu (Mammuthus sp.), praticamente não se sabe nada sobre essa espécie, pois vivia em algumas das Ilhas Ryukyu no Japão, os mamutes da Ilha Wrangel (Mammuthus primigenius vrangeliensis), foram cerca de 65% menores que seu ancestral do continente, e atingiram esse tamanho em apenas 5.000 anos de evolução. Que em altura eram até menores que o ser humano, mas em peso e em força eles eram maiores, a causa para essas espécies terem alcançados tamanho tão pequenos comparando-as com as espécies do continente, pode ser explicado pelo nanismo insular, que nada mais é que por causa das ilhas fornecerem pouco espaço e pouco alimento, tende a ter uma seleção natural entre esses animais, por exemplo: muitos dos animais a chegar as ilhas tendem a morrer, pela falta de alimento e de espaço, apenas os animais menores sobrevivem e ao longo das gerações vão produzindo animais cada vez menores até se adaptarem ao novo ambiente.
Possivelmente nas Ilhas do Mediterrâneo, mais especificamente nas ilhas do arquipélago de Malta e na ilha da Sicília, houve uma outra espécie de mamute anão, o Elefante-Anão-de-Falconer (Palaeoloxodon falconeri), que tinha uma altura de 80 cm a 1,30 m, e pesava de 100 a 170 kg, mas como visto ainda está incluída no gênero Palaeoloxodon, portanto assim sendo um elefante, já outros paleontólogos discordam disso, e defendem que essa espécie deveria ser incluída no gênero Mammuthus, ficando assim com o titulo de menor mamute que já viveu.

## Origem e evolução

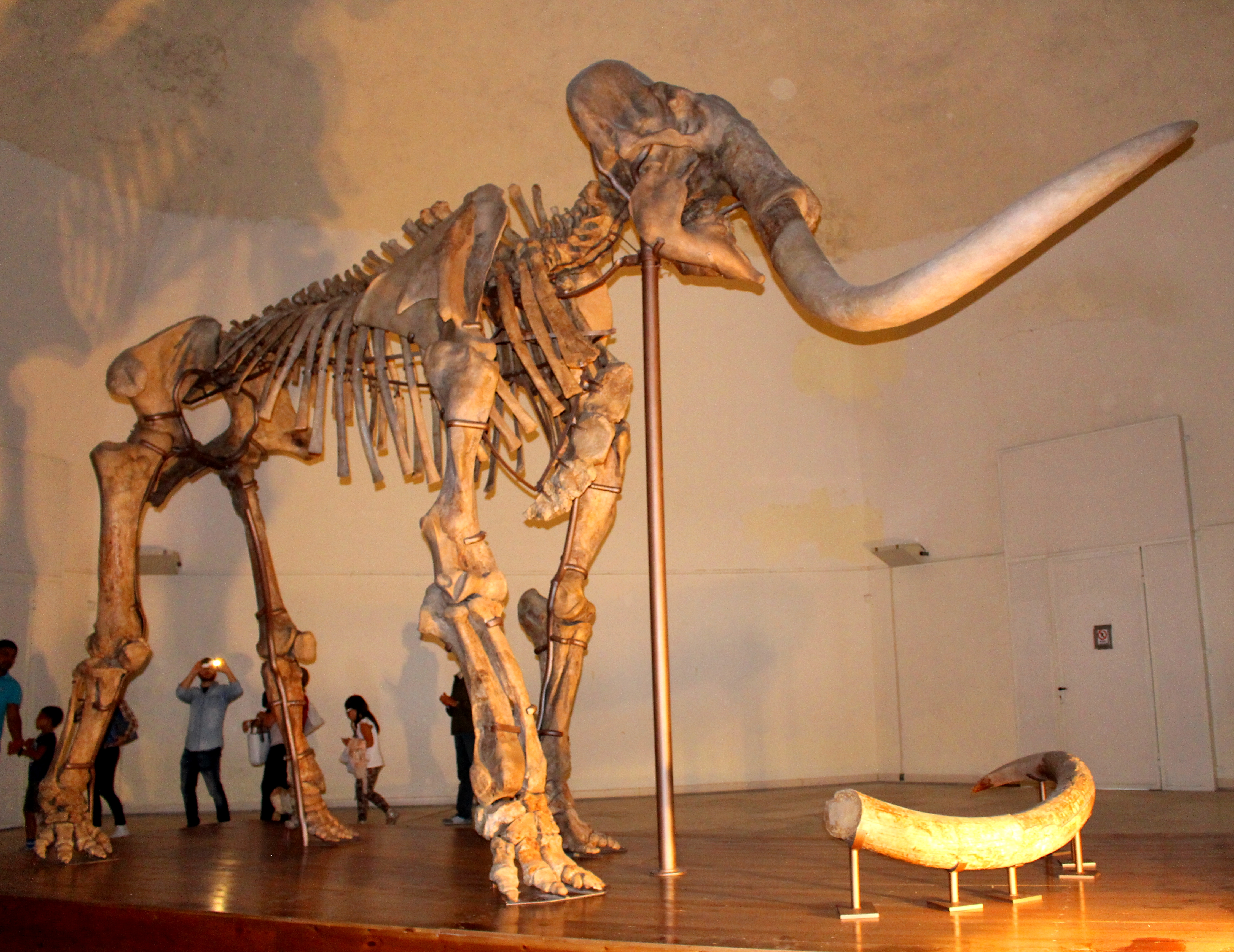
Um mamute no Museu Nacional d'Abruzzo, na Itália.

Hoje em dia, existem três espécies de elefante: o elefante-africano-da savana (Loxodonta africana), elefante-africano-da-floresta (Loxodonta cyclotis) e o elefante-asiático (Elephas maximus), que é a espécie atual mais próxima do gênero Mammuthus, isso porque o gênero Loxodonta e o Mammuthus se divergiram mais cedo, já o Elephas e o Mammuthus se divergiram mais tarde.

|             | †Palaeoloxodon                                                                         |
|             |                                                                                        |
| Elephantina | \| \| Elephas (elefantes asiáticos) \| \| \| \| \| \| †Mammuthus (mamutes) \| \| \| \| |
|             | \| \| Elephas (elefantes asiáticos) \| \| \| \| \| \| †Mammuthus (mamutes) \| \| \| \| |
|             | Elephas (elefantes asiáticos)                                                          |
|             |                                                                                        |
|             | †Mammuthus (mamutes)                                                                   |
|             |                                                                                        |

|  | Elephas (elefantes asiáticos) |
|  |                               |
|  | †Mammuthus (mamutes)          |
|  |                               |

|             | †Palaeoloxodon                                                                         |
|             |                                                                                        |
| Elephantina | \| \| Elephas (elefantes asiáticos) \| \| \| \| \| \| †Mammuthus (mamutes) \| \| \| \| |
|             | \| \| Elephas (elefantes asiáticos) \| \| \| \| \| \| †Mammuthus (mamutes) \| \| \| \| |
|             | Elephas (elefantes asiáticos)                                                          |
|             |                                                                                        |
|             | †Mammuthus (mamutes)                                                                   |
|             |                                                                                        |

|  | Elephas (elefantes asiáticos) |
|  |                               |
|  | †Mammuthus (mamutes)          |
|  |                               |

|             | †Palaeoloxodon                                                                         |
|             |                                                                                        |
| Elephantina | \| \| Elephas (elefantes asiáticos) \| \| \| \| \| \| †Mammuthus (mamutes) \| \| \| \| |
|             | \| \| Elephas (elefantes asiáticos) \| \| \| \| \| \| †Mammuthus (mamutes) \| \| \| \| |
|             | Elephas (elefantes asiáticos)                                                          |
|             |                                                                                        |
|             | †Mammuthus (mamutes)                                                                   |
|             |                                                                                        |

|  | Elephas (elefantes asiáticos) |
|  |                               |
|  | †Mammuthus (mamutes)          |
|  |                               |

|             | †Palaeoloxodon                                                                         |
|             |                                                                                        |
| Elephantina | \| \| Elephas (elefantes asiáticos) \| \| \| \| \| \| †Mammuthus (mamutes) \| \| \| \| |
|             | \| \| Elephas (elefantes asiáticos) \| \| \| \| \| \| †Mammuthus (mamutes) \| \| \| \| |
|             | Elephas (elefantes asiáticos)                                                          |
|             |                                                                                        |
|             | †Mammuthus (mamutes)                                                                   |
|             |                                                                                        |

|  | Elephas (elefantes asiáticos) |
|  |                               |
|  | †Mammuthus (mamutes)          |
|  |                               |

|             | †Palaeoloxodon                                                                         |
|             |                                                                                        |
| Elephantina | \| \| Elephas (elefantes asiáticos) \| \| \| \| \| \| †Mammuthus (mamutes) \| \| \| \| |
|             | \| \| Elephas (elefantes asiáticos) \| \| \| \| \| \| †Mammuthus (mamutes) \| \| \| \| |
|             | Elephas (elefantes asiáticos)                                                          |
|             |                                                                                        |
|             | †Mammuthus (mamutes)                                                                   |
|             |                                                                                        |

|  | Elephas (elefantes asiáticos) |
|  |                               |
|  | †Mammuthus (mamutes)          |
|  |                               |

|             | †Palaeoloxodon                                                                         |
|             |                                                                                        |
| Elephantina | \| \| Elephas (elefantes asiáticos) \| \| \| \| \| \| †Mammuthus (mamutes) \| \| \| \| |
|             | \| \| Elephas (elefantes asiáticos) \| \| \| \| \| \| †Mammuthus (mamutes) \| \| \| \| |
|             | Elephas (elefantes asiáticos)                                                          |
|             |                                                                                        |
|             | †Mammuthus (mamutes)                                                                   |
|             |                                                                                        |

|  | Elephas (elefantes asiáticos) |
|  |                               |
|  | †Mammuthus (mamutes)          |
|  |                               |

|             | †Palaeoloxodon                                                                         |
|             |                                                                                        |
| Elephantina | \| \| Elephas (elefantes asiáticos) \| \| \| \| \| \| †Mammuthus (mamutes) \| \| \| \| |
|             | \| \| Elephas (elefantes asiáticos) \| \| \| \| \| \| †Mammuthus (mamutes) \| \| \| \| |
|             | Elephas (elefantes asiáticos)                                                          |
|             |                                                                                        |
|             | †Mammuthus (mamutes)                                                                   |
|             |                                                                                        |

|  | Elephas (elefantes asiáticos) |
|  |                               |
|  | †Mammuthus (mamutes)          |
|  |                               |

|             | †Palaeoloxodon                                                                         |
|             |                                                                                        |
| Elephantina | \| \| Elephas (elefantes asiáticos) \| \| \| \| \| \| †Mammuthus (mamutes) \| \| \| \| |
|             | \| \| Elephas (elefantes asiáticos) \| \| \| \| \| \| †Mammuthus (mamutes) \| \| \| \| |
|             | Elephas (elefantes asiáticos)                                                          |
|             |                                                                                        |
|             | †Mammuthus (mamutes)                                                                   |
|             |                                                                                        |

|  | Elephas (elefantes asiáticos) |
|  |                               |
|  | †Mammuthus (mamutes)          |
|  |                               |

|             | †Palaeoloxodon                                                                         |
|             |                                                                                        |
| Elephantina | \| \| Elephas (elefantes asiáticos) \| \| \| \| \| \| †Mammuthus (mamutes) \| \| \| \| |
|             | \| \| Elephas (elefantes asiáticos) \| \| \| \| \| \| †Mammuthus (mamutes) \| \| \| \| |
|             | Elephas (elefantes asiáticos)                                                          |
|             |                                                                                        |
|             | †Mammuthus (mamutes)                                                                   |
|             |                                                                                        |

|  | Elephas (elefantes asiáticos) |
|  |                               |
|  | †Mammuthus (mamutes)          |
|  |                               |

|             | †Palaeoloxodon                                                                         |
|             |                                                                                        |
| Elephantina | \| \| Elephas (elefantes asiáticos) \| \| \| \| \| \| †Mammuthus (mamutes) \| \| \| \| |
|             | \| \| Elephas (elefantes asiáticos) \| \| \| \| \| \| †Mammuthus (mamutes) \| \| \| \| |
|             | Elephas (elefantes asiáticos)                                                          |
|             |                                                                                        |
|             | †Mammuthus (mamutes)                                                                   |
|             |                                                                                        |

|  | Elephas (elefantes asiáticos) |
|  |                               |
|  | †Mammuthus (mamutes)          |
|  |                               |

|             | †Palaeoloxodon                                                                         |
|             |                                                                                        |
| Elephantina | \| \| Elephas (elefantes asiáticos) \| \| \| \| \| \| †Mammuthus (mamutes) \| \| \| \| |
|             | \| \| Elephas (elefantes asiáticos) \| \| \| \| \| \| †Mammuthus (mamutes) \| \| \| \| |
|             | Elephas (elefantes asiáticos)                                                          |
|             |                                                                                        |
|             | †Mammuthus (mamutes)                                                                   |
|             |                                                                                        |

|  | Elephas (elefantes asiáticos) |
|  |                               |
|  | †Mammuthus (mamutes)          |
|  |                               |

|             | †Palaeoloxodon                                                                         |
|             |                                                                                        |
| Elephantina | \| \| Elephas (elefantes asiáticos) \| \| \| \| \| \| †Mammuthus (mamutes) \| \| \| \| |
|             | \| \| Elephas (elefantes asiáticos) \| \| \| \| \| \| †Mammuthus (mamutes) \| \| \| \| |
|             | Elephas (elefantes asiáticos)                                                          |
|             |                                                                                        |
|             | †Mammuthus (mamutes)                                                                   |
|             |                                                                                        |

|  | Elephas (elefantes asiáticos) |
|  |                               |
|  | †Mammuthus (mamutes)          |
|  |                               |

|             | †Palaeoloxodon                                                                         |
|             |                                                                                        |
| Elephantina | \| \| Elephas (elefantes asiáticos) \| \| \| \| \| \| †Mammuthus (mamutes) \| \| \| \| |
|             | \| \| Elephas (elefantes asiáticos) \| \| \| \| \| \| †Mammuthus (mamutes) \| \| \| \| |
|             | Elephas (elefantes asiáticos)                                                          |
|             |                                                                                        |
|             | †Mammuthus (mamutes)                                                                   |
|             |                                                                                        |

|  | Elephas (elefantes asiáticos) |
|  |                               |
|  | †Mammuthus (mamutes)          |
|  |                               |

|             | †Palaeoloxodon                                                                         |
|             |                                                                                        |
| Elephantina | \| \| Elephas (elefantes asiáticos) \| \| \| \| \| \| †Mammuthus (mamutes) \| \| \| \| |
|             | \| \| Elephas (elefantes asiáticos) \| \| \| \| \| \| †Mammuthus (mamutes) \| \| \| \| |
|             | Elephas (elefantes asiáticos)                                                          |
|             |                                                                                        |
|             | †Mammuthus (mamutes)                                                                   |
|             |                                                                                        |

|  | Elephas (elefantes asiáticos) |
|  |                               |
|  | †Mammuthus (mamutes)          |
|  |                               |

|             | †Palaeoloxodon                                                                         |
|             |                                                                                        |
| Elephantina | \| \| Elephas (elefantes asiáticos) \| \| \| \| \| \| †Mammuthus (mamutes) \| \| \| \| |
|             | \| \| Elephas (elefantes asiáticos) \| \| \| \| \| \| †Mammuthus (mamutes) \| \| \| \| |
|             | Elephas (elefantes asiáticos)                                                          |
|             |                                                                                        |
|             | †Mammuthus (mamutes)                                                                   |
|             |                                                                                        |

|  | Elephas (elefantes asiáticos) |
|  |                               |
|  | †Mammuthus (mamutes)          |
|  |                               |

|             | †Palaeoloxodon                                                                         |
|             |                                                                                        |
| Elephantina | \| \| Elephas (elefantes asiáticos) \| \| \| \| \| \| †Mammuthus (mamutes) \| \| \| \| |
|             | \| \| Elephas (elefantes asiáticos) \| \| \| \| \| \| †Mammuthus (mamutes) \| \| \| \| |
|             | Elephas (elefantes asiáticos)                                                          |
|             |                                                                                        |
|             | †Mammuthus (mamutes)                                                                   |
|             |                                                                                        |

|  | Elephas (elefantes asiáticos) |
|  |                               |
|  | †Mammuthus (mamutes)          |
|  |                               |

|             | †Palaeoloxodon                                                                         |
|             |                                                                                        |
| Elephantina | \| \| Elephas (elefantes asiáticos) \| \| \| \| \| \| †Mammuthus (mamutes) \| \| \| \| |
|             | \| \| Elephas (elefantes asiáticos) \| \| \| \| \| \| †Mammuthus (mamutes) \| \| \| \| |
|             | Elephas (elefantes asiáticos)                                                          |
|             |                                                                                        |
|             | †Mammuthus (mamutes)                                                                   |
|             |                                                                                        |

|  | Elephas (elefantes asiáticos) |
|  |                               |
|  | †Mammuthus (mamutes)          |
|  |                               |

|             | †Palaeoloxodon                                                                         |
|             |                                                                                        |
| Elephantina | \| \| Elephas (elefantes asiáticos) \| \| \| \| \| \| †Mammuthus (mamutes) \| \| \| \| |
|             | \| \| Elephas (elefantes asiáticos) \| \| \| \| \| \| †Mammuthus (mamutes) \| \| \| \| |
|             | Elephas (elefantes asiáticos)                                                          |
|             |                                                                                        |
|             | †Mammuthus (mamutes)                                                                   |
|             |                                                                                        |

|  | Elephas (elefantes asiáticos) |
|  |                               |
|  | †Mammuthus (mamutes)          |
|  |                               |

|             | †Palaeoloxodon                                                                         |
|             |                                                                                        |
| Elephantina | \| \| Elephas (elefantes asiáticos) \| \| \| \| \| \| †Mammuthus (mamutes) \| \| \| \| |
|             | \| \| Elephas (elefantes asiáticos) \| \| \| \| \| \| †Mammuthus (mamutes) \| \| \| \| |
|             | Elephas (elefantes asiáticos)                                                          |
|             |                                                                                        |
|             | †Mammuthus (mamutes)                                                                   |
|             |                                                                                        |

|  | Elephas (elefantes asiáticos) |
|  |                               |
|  | †Mammuthus (mamutes)          |
|  |                               |

|             | †Palaeoloxodon                                                                         |
|             |                                                                                        |
| Elephantina | \| \| Elephas (elefantes asiáticos) \| \| \| \| \| \| †Mammuthus (mamutes) \| \| \| \| |
|             | \| \| Elephas (elefantes asiáticos) \| \| \| \| \| \| †Mammuthus (mamutes) \| \| \| \| |
|             | Elephas (elefantes asiáticos)                                                          |
|             |                                                                                        |
|             | †Mammuthus (mamutes)                                                                   |
|             |                                                                                        |

|  | Elephas (elefantes asiáticos) |
|  |                               |
|  | †Mammuthus (mamutes)          |
|  |                               |

|             | †Palaeoloxodon                                                                         |
|             |                                                                                        |
| Elephantina | \| \| Elephas (elefantes asiáticos) \| \| \| \| \| \| †Mammuthus (mamutes) \| \| \| \| |
|             | \| \| Elephas (elefantes asiáticos) \| \| \| \| \| \| †Mammuthus (mamutes) \| \| \| \| |
|             | Elephas (elefantes asiáticos)                                                          |
|             |                                                                                        |
|             | †Mammuthus (mamutes)                                                                   |
|             |                                                                                        |

|  | Elephas (elefantes asiáticos) |
|  |                               |
|  | †Mammuthus (mamutes)          |
|  |                               |

|             | †Palaeoloxodon                                                                         |
|             |                                                                                        |
| Elephantina | \| \| Elephas (elefantes asiáticos) \| \| \| \| \| \| †Mammuthus (mamutes) \| \| \| \| |
|             | \| \| Elephas (elefantes asiáticos) \| \| \| \| \| \| †Mammuthus (mamutes) \| \| \| \| |
|             | Elephas (elefantes asiáticos)                                                          |
|             |                                                                                        |
|             | †Mammuthus (mamutes)                                                                   |
|             |                                                                                        |

|  | Elephas (elefantes asiáticos) |
|  |                               |
|  | †Mammuthus (mamutes)          |
|  |                               |

|             | †Palaeoloxodon                                                                         |
|             |                                                                                        |
| Elephantina | \| \| Elephas (elefantes asiáticos) \| \| \| \| \| \| †Mammuthus (mamutes) \| \| \| \| |
|             | \| \| Elephas (elefantes asiáticos) \| \| \| \| \| \| †Mammuthus (mamutes) \| \| \| \| |
|             | Elephas (elefantes asiáticos)                                                          |
|             |                                                                                        |
|             | †Mammuthus (mamutes)                                                                   |
|             |                                                                                        |

|  | Elephas (elefantes asiáticos) |
|  |                               |
|  | †Mammuthus (mamutes)          |
|  |                               |

|             | †Palaeoloxodon                                                                         |
|             |                                                                                        |
| Elephantina | \| \| Elephas (elefantes asiáticos) \| \| \| \| \| \| †Mammuthus (mamutes) \| \| \| \| |
|             | \| \| Elephas (elefantes asiáticos) \| \| \| \| \| \| †Mammuthus (mamutes) \| \| \| \| |
|             | Elephas (elefantes asiáticos)                                                          |
|             |                                                                                        |
|             | †Mammuthus (mamutes)                                                                   |
|             |                                                                                        |

|  | Elephas (elefantes asiáticos) |
|  |                               |
|  | †Mammuthus (mamutes)          |
|  |                               |

|             | †Palaeoloxodon                                                                         |
|             |                                                                                        |
| Elephantina | \| \| Elephas (elefantes asiáticos) \| \| \| \| \| \| †Mammuthus (mamutes) \| \| \| \| |
|             | \| \| Elephas (elefantes asiáticos) \| \| \| \| \| \| †Mammuthus (mamutes) \| \| \| \| |
|             | Elephas (elefantes asiáticos)                                                          |
|             |                                                                                        |
|             | †Mammuthus (mamutes)                                                                   |
|             |                                                                                        |

|  | Elephas (elefantes asiáticos) |
|  |                               |
|  | †Mammuthus (mamutes)          |
|  |                               |

|             | †Palaeoloxodon                                                                         |
|             |                                                                                        |
| Elephantina | \| \| Elephas (elefantes asiáticos) \| \| \| \| \| \| †Mammuthus (mamutes) \| \| \| \| |
|             | \| \| Elephas (elefantes asiáticos) \| \| \| \| \| \| †Mammuthus (mamutes) \| \| \| \| |
|             | Elephas (elefantes asiáticos)                                                          |
|             |                                                                                        |
|             | †Mammuthus (mamutes)                                                                   |
|             |                                                                                        |

|  | Elephas (elefantes asiáticos) |
|  |                               |
|  | †Mammuthus (mamutes)          |
|  |                               |

|             | †Palaeoloxodon                                                                         |
|             |                                                                                        |
| Elephantina | \| \| Elephas (elefantes asiáticos) \| \| \| \| \| \| †Mammuthus (mamutes) \| \| \| \| |
|             | \| \| Elephas (elefantes asiáticos) \| \| \| \| \| \| †Mammuthus (mamutes) \| \| \| \| |
|             | Elephas (elefantes asiáticos)                                                          |
|             |                                                                                        |
|             | †Mammuthus (mamutes)                                                                   |
|             |                                                                                        |

|  | Elephas (elefantes asiáticos) |
|  |                               |
|  | †Mammuthus (mamutes)          |
|  |                               |

|             | †Palaeoloxodon                                                                         |
|             |                                                                                        |
| Elephantina | \| \| Elephas (elefantes asiáticos) \| \| \| \| \| \| †Mammuthus (mamutes) \| \| \| \| |
|             | \| \| Elephas (elefantes asiáticos) \| \| \| \| \| \| †Mammuthus (mamutes) \| \| \| \| |
|             | Elephas (elefantes asiáticos)                                                          |
|             |                                                                                        |
|             | †Mammuthus (mamutes)                                                                   |
|             |                                                                                        |

|  | Elephas (elefantes asiáticos) |
|  |                               |
|  | †Mammuthus (mamutes)          |
|  |                               |

|             | †Palaeoloxodon                                                                         |
|             |                                                                                        |
| Elephantina | \| \| Elephas (elefantes asiáticos) \| \| \| \| \| \| †Mammuthus (mamutes) \| \| \| \| |
|             | \| \| Elephas (elefantes asiáticos) \| \| \| \| \| \| †Mammuthus (mamutes) \| \| \| \| |
|             | Elephas (elefantes asiáticos)                                                          |
|             |                                                                                        |
|             | †Mammuthus (mamutes)                                                                   |
|             |                                                                                        |

|  | Elephas (elefantes asiáticos) |
|  |                               |
|  | †Mammuthus (mamutes)          |
|  |                               |

|             | †Palaeoloxodon                                                                         |
|             |                                                                                        |
| Elephantina | \| \| Elephas (elefantes asiáticos) \| \| \| \| \| \| †Mammuthus (mamutes) \| \| \| \| |
|             | \| \| Elephas (elefantes asiáticos) \| \| \| \| \| \| †Mammuthus (mamutes) \| \| \| \| |
|             | Elephas (elefantes asiáticos)                                                          |
|             |                                                                                        |
|             | †Mammuthus (mamutes)                                                                   |
|             |                                                                                        |

|  | Elephas (elefantes asiáticos) |
|  |                               |
|  | †Mammuthus (mamutes)          |
|  |                               |

|             | †Palaeoloxodon                                                                         |
|             |                                                                                        |
| Elephantina | \| \| Elephas (elefantes asiáticos) \| \| \| \| \| \| †Mammuthus (mamutes) \| \| \| \| |
|             | \| \| Elephas (elefantes asiáticos) \| \| \| \| \| \| †Mammuthus (mamutes) \| \| \| \| |
|             | Elephas (elefantes asiáticos)                                                          |
|             |                                                                                        |
|             | †Mammuthus (mamutes)                                                                   |
|             |                                                                                        |

|  | Elephas (elefantes asiáticos) |
|  |                               |
|  | †Mammuthus (mamutes)          |
|  |                               |

|             | †Palaeoloxodon                                                                         |
|             |                                                                                        |
| Elephantina | \| \| Elephas (elefantes asiáticos) \| \| \| \| \| \| †Mammuthus (mamutes) \| \| \| \| |
|             | \| \| Elephas (elefantes asiáticos) \| \| \| \| \| \| †Mammuthus (mamutes) \| \| \| \| |
|             | Elephas (elefantes asiáticos)                                                          |
|             |                                                                                        |
|             | †Mammuthus (mamutes)                                                                   |
|             |                                                                                        |

|  | Elephas (elefantes asiáticos) |
|  |                               |
|  | †Mammuthus (mamutes)          |
|  |                               |

Os mamutes se originaram na África há pelo menos 5 milhões de anos no plioceno, sendo a primeira espécie o Mamute-Sul-Africano, pesava de 6 a 9 toneladas, tinha de 3 a 4 metros de altura e seu habitat se estendia desde a África do Sul ao Quênia, depois dando origem a outras duas espécies africanas, o Mamute-Africano (Mammuthus africanavus) que surgiu há 4,8 milhões, e ao Mamute-Ancestral (Mammuthus meridionalis), tinha 4 metros de altura e chegava a pesar 10 toneladas.Seus fósseis foram encontrados no Chade , Líbia, Marrocos e Tunísia, sendo posteriormente a primeira espécie a deixar a África, migrando para a Europa e Ásia, dando origem a outras espécies.
A primeira espécie a entrar na Europa foi o Mamute-Romeno (Mammuthus rumanus), surgindo há 3,5 milhões de anos, sendo seus fósseis encontrados na Romênia, China e no Reino Unido. A primeira espécie de mamute descoberta pela ciência foi o Mamute-da-Estepe (Mammuthus trogontherii), visto que foi a primeira espécie a se adaptar ao clima temperado, vivendo na Europa, Ásia e América do Norte, podendo chegar a 4,7 metros de altura, chegava a 13 toneladas, tendo seus primeiros fósseis descobertos por Pohlig em 1885 na região siberiana.
Depois, dando origem a outras espécies como o Mamute-Lanoso (Mammuthus primigenius), foi a espécie de mamute mais abundante, vivendo no continente europeu, asiático e chegando a América do Norte, sendo que tinham 3,3 metros de altura e chegavam a 10 toneladas. O Mamute-do-Rio-Songhua (Mammuthus singari), que viveu no norte da China foi a maior espécie de mamute descoberta até hoje, e o Mamute-Imperial (Mammuthus imperator) sendo a espécie mais alta, tendo 5 metros de altura e podendo pesar de 14 a 18 toneladas vivendo na Europa, Ásia e América do Norte. O Mamute-Columbiano (Mammuthus columbi), alcançando 4,3 metros de altura e pesando 10 toneladas, se originou na América do Norte, essa espécie descende de uma população de Mamute-Ancestral que migrou para a América do Norte, e foi a espécie de mamute que chegou mais ao sul, tendo fósseis encontrados até na Costa Rica, e pode ter sido a espécie que deixou vestígios de mamutes na América do Sul, sendo encontrado um molar de 45 mil anos em Rondônia, o Mamute-de-Jefferson (Mammuthus  jeffersonii) foi uma espécie híbrida, do Mamute-Columbiano e do Mamute Lanoso.
Essa espécie surgiu quando duas populações dessas duas espécies se cruzaram formando uma nova espécie fértil, sendo que só foram encontrados fósseis desse híbrido na América do Norte. Já o Mamute-Pigmeu (Mammuthus exilis) é também outra espécie descendente do Mamute-Columbiano, e essa espécie surgiu quando um grupo de Mamutes-Columbianos cruzou o Canal da Califórnia nadando e chegou à grande Ilha do Canal que havia no Pleistoceno, mas com o aumento do nível do mar, o território dessa ilha diminuiu bastante, acabou se dividindo em três ilhas e só ficando na superfície as áreas mais altas, montanhosas e inclinadas, com os pastos onde eles se alimentavam ficando em regiões mais altas e por serem de difícil acesso por estarem em áreas bem inclinadas para eles, eles foram diminuído porque mamutes menores conseguem subir em locais de inclinação maior do que os maiores, assim eles tinham mais facilidade em achar comida, e foram produzindo gerações cada vez menores até chegar ao tamanho adequado para conseguir viver.

## Ecologia
Hoje, a vegetação da Sibéria é composta por uma tundra musgosa, mas na época do Pleistoceno as várias espécies de mamutes e outros grandes animais da era glacial que viviam nessa região mantinham a estepe siberiana que os sustentavam: embora consumissem sua relva, também a fertilizavam e revolviam o solo com suas patas. Cavalos, bisões, cervos e outros grandes herbívoros lá introduzidos estão transformando a tundra musgosa em pastagem.

## Extinção
Nas terras continentais da América do Norte e do América do Sul, os seres humanos, bem como as alterações climáticas contribuíram para a extinção da megafauna, como os dentes de sabre, preguiças gigantes e mamutes há cerca de 12.300 anos. Mas porque os seres humanos aparentemente não descobriram a Ilha de São Paulo até o final dos anos 1780, os caçadores antigos não tiveram influencia na mortandade por lá. Em vez disso, o aumento dos níveis do mar após o fim da última era glacial diminuiu o tamanho da ilha, reduzindo o número de mamutes que poderia suportar

## Na cultura popular
Na animação The Flintstones é recorrente o uso de mamutes como versões pré-históricas de ferramentas, utensílios ou eletrodomésticos como: Aspirador de pó, Chuveiro, Mangueira, Torneira, entre outros objetos.
Na franquia A Era do Gelo, o personagem Manny é um mamute lanoso mal humorado.
Na animação Speed Racer um dos carros que aparecem na série chamava-se Carro Mamute devido ao seu tamanho gigantesco.